# 第6回クリティクス・チョイス・アワード
第6回クリティクス・チョイス・アワード（6th Critics' Choice Awards）は、放送映画批評家協会が主催する映画賞。2000年の映画作品を対象とし、2001年1月22日に受賞作品が発表された。

## 受賞結果

### トップ11作品
※原題のアルファベット順
1. 『あの頃ペニー・レインと』
2. 『リトル・ダンサー』
3. 『キャスト・アウェイ』
4. 『グリーン・デスティニー』
5. 『エリン・ブロコビッチ』
6. 『グラディエーター』
7. 『クイルズ』
8. 『13デイズ』
9. 『トラフィック』
10. 『ワンダー・ボーイズ』
11. 『ユー・キャン・カウント・オン・ミー』

### 部門賞
| 作品賞 | 監督賞 |
| --- | --- |
| - 『グラディエーター』 | - スティーヴン・ソダーバーグ - 『エリン・ブロコビッチ』 - スティーヴン・ソダーバーグ - 『トラフィック』                                             |
| 主演男優賞 | 主演女優賞 |
| - ラッセル・クロウ - 『グラディエーター』：マキシマス・デシマス・メレディウス | - ジュリア・ロバーツ - 『エリン・ブロコビッチ』：エリン・ブロコビッチ                                                                               |
| 助演男優賞 | 助演女優賞 |
| - ホアキン・フェニックス - 『グラディエーター』：ルキウス・アウレリウス・コモドゥス - ホアキン・フェニックス - 『クイルズ』：アッベ - ホアキン・フェニックス - 『裏切り者』：ウィリー・グティエレス | - フランシス・マクドーマンド - 『あの頃ペニー・レインと』：エレイン・ミラー - フランシス・マクドーマンド - 『ワンダー・ボーイズ』：サラ・ギャスケル |
| 脚本賞 | 脚色賞 |
| - キャメロン・クロウ - 『あの頃ペニー・レインと』 | - スティーヴン・ギャガン - 『トラフィック』 |
| 撮影賞 | 美術賞 |
| - ジョン・マシソン - 『グラディエーター』 | - アーサー・マックス - 『グラディエーター』 |
| 作曲賞 | 歌曲賞 |
| - ハンス・ジマー - 『グラディエーター』 - ハンス・ジマー - 『ミッション:インポッシブル2』 - ハンス・ジマー - 『エル・ドラド 黄金の都』                                                              | - 「マイ・ファニー・フレンド・アンド・ミー」 - 『ラマになった王様』                                                                                 |
| ドキュメンタリー映画賞 | ファミリー映画賞 |
| - 『The Life and Times of Hank Greenberg』 | - 『マイ・ドッグ・スキップ』 - 『グリンチ 』 - 『天使のくれた時間』 - 『タイタンズを忘れない』                                                      |
| アニメ映画賞 | 外国語映画賞 |
| - 『チキンラン』 - 『ダイナソー』 - 『ラマになった王様』 | - 『グリーン・デスティニー』（ 台湾） |
| 子役賞 | 新人賞 |
| - ジェイミー・ベル - 『リトル・ダンサー』：ビリー・エリオット | - ケイト・ハドソン - 『あの頃ペニー・レインと』：ペニー・レイン                                                                                     |
| 無生物賞 | |
| - バレーボールのウィルソン - 『キャスト・アウェイ』 | |